# Petrosimonia litwinowii
Petrosimonia litwinowii là loài thực vật có hoa thuộc họ Dền. Loài này được Korsh. miêu tả khoa học đầu tiên năm 1930.